# Миколайчики (печиво)

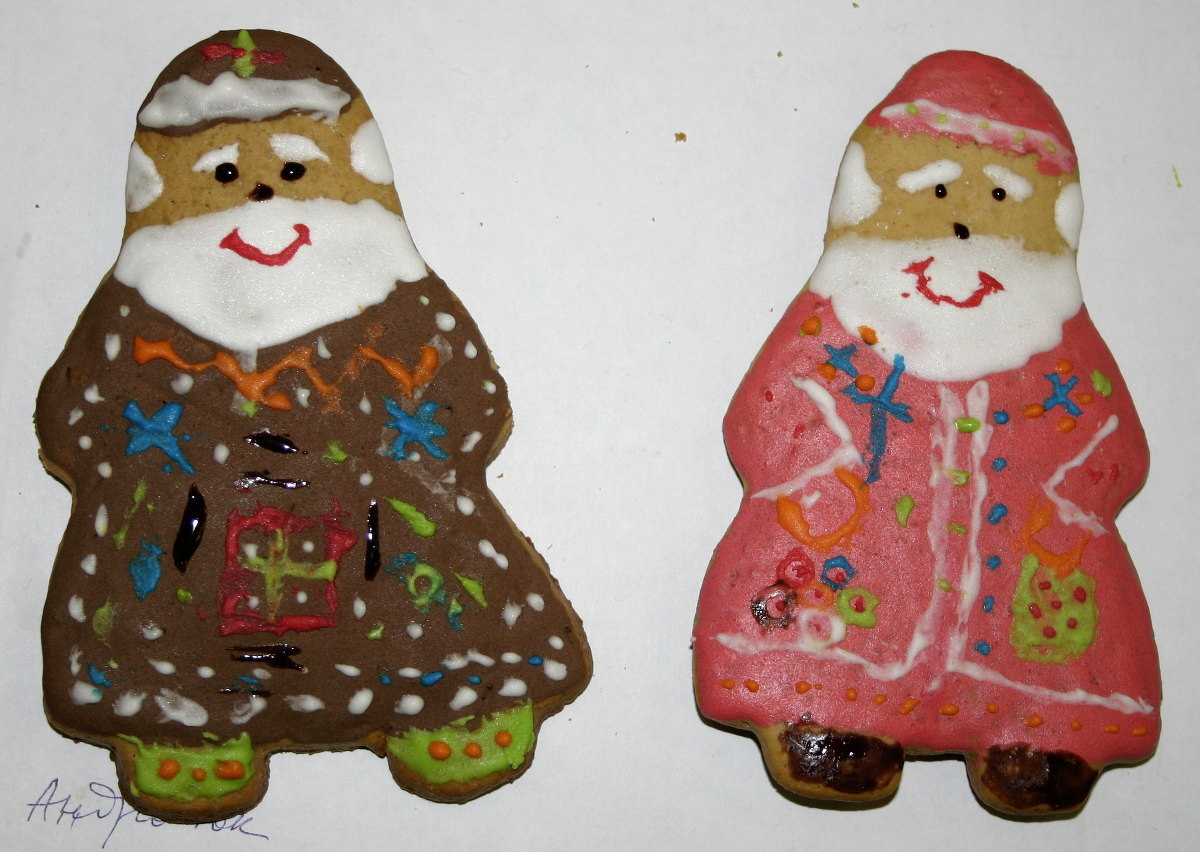
Миколайчики, розмальовані глазур'ю (дитячі роботи)

Микола́йчики — традиційне західноукраїнське печиво (або пряники), яке печуть до Дня Святого Миколая і дарують дітям.
Печиво може мати різну форму, від простих (зірочки, сонце, місяць) до складніших (півники, рибки, коники, ангели). Також поширена форма у вигляді дідуся — у свиті, з бородою.
Рецепти тіста та способи виготовлення також можуть бути різні: відтиснені у дерев'яних формах рельєфні пряники або вирізане формочкою з розкатаного тіста печиво — посипане цукровою пудрою чи помащене медом, або розписане різнокольоровою білковою глазур'ю. Деякі рецепти містять молоко та яйця — заборонені до вживання продукти, бо у цей час йде різдвяний піст. Але миколайчики призначалися лише дітям, а для малечі в піст робилися винятки.

## Рецепт
Розмальованих миколайчиків можна виготовити, скориставшись таким рецептом (інгредієнти вказано орієнтовно на 30 миколайчиків).

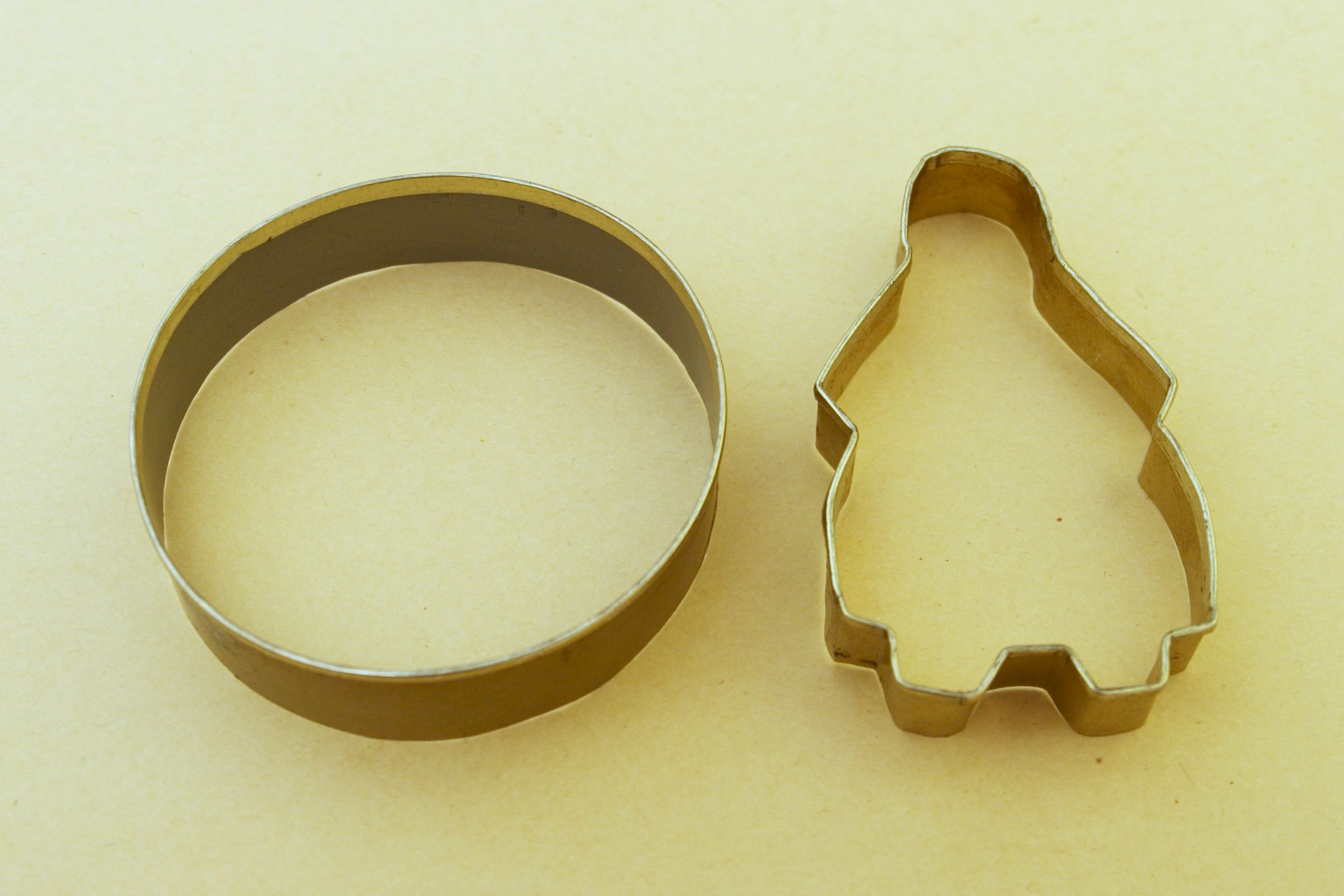
Консервна банка з обрізаним дном та виготовлена з неї формочка для миколайчиків

Тісто:
- борошно — 2 склянки;
- цукор — 1 склянка;
- маргарин або масло — 50 г (четвертина пачки);
- яйця — 1 шт;
- олія — 1 столова ложка;
- мед — 1 столова ложка;
- сода — 1 чайна ложка (погасити оцтом);
- сметана (за бажання) — 2 столових ложки.

Вимішати густе тісто, поставити у холодне місце мінімум на годину. Розкатати тісто шаром приблизно пів сантиметра товщиною, вирізати печиво формочкою і викласти його на злегка змащене олією або маргарином деко. Випікати при температурі 150–200 °С до зарум'янення (5-7 хвилин).
Глазур (основа):
- яєчні білки — 3 шт;
- цукрова пудра — 2 склянки.

Для різнокольорових глазурей спочатку виготовити основу — білки збити з цукровою пудрою до консистенції сметани. Цукрову пудру не всипати відразу всю — її кількістю регулюється густота глазурі, яка має литися густою, але цільною цівкою. Готову основу розлити по кількох посудинах, в одній залишити білою, в іншу додати барвники. Сухі харчові барвники попередньо розвести у невеликій кількості води.
Глазур (шоколадна):
- цукор — 1 склянка;
- какао-порошок — 2-5 чайних ложки;
- вода або молоко — 2-4 столових ложки.

Розчинити какао-порошок, розтерти з цукром. За бажання можна додати трохи вершкового масла.
Інший спосіб приготування шоколадної глазурі — додати у основу какао-порошок, розведений у невеликій кількості молока.
Розмальовування:
Спочатку на печиво наноситься тло — пензликом малюється свитка, шапка, черевики, велика біла борода та вуса (без проміжку для рота), брови. Після висихання тла по ньому малюються деталі. Тоненьким пензликом або паличкою (зубочисткою) нанести очі, ніс, по бороді намалювати рот. По свиті можна намалювати руки, хрест, мішечок з подарунками або заповнити свиту візерунками чи різними малюнками.

## Галерея

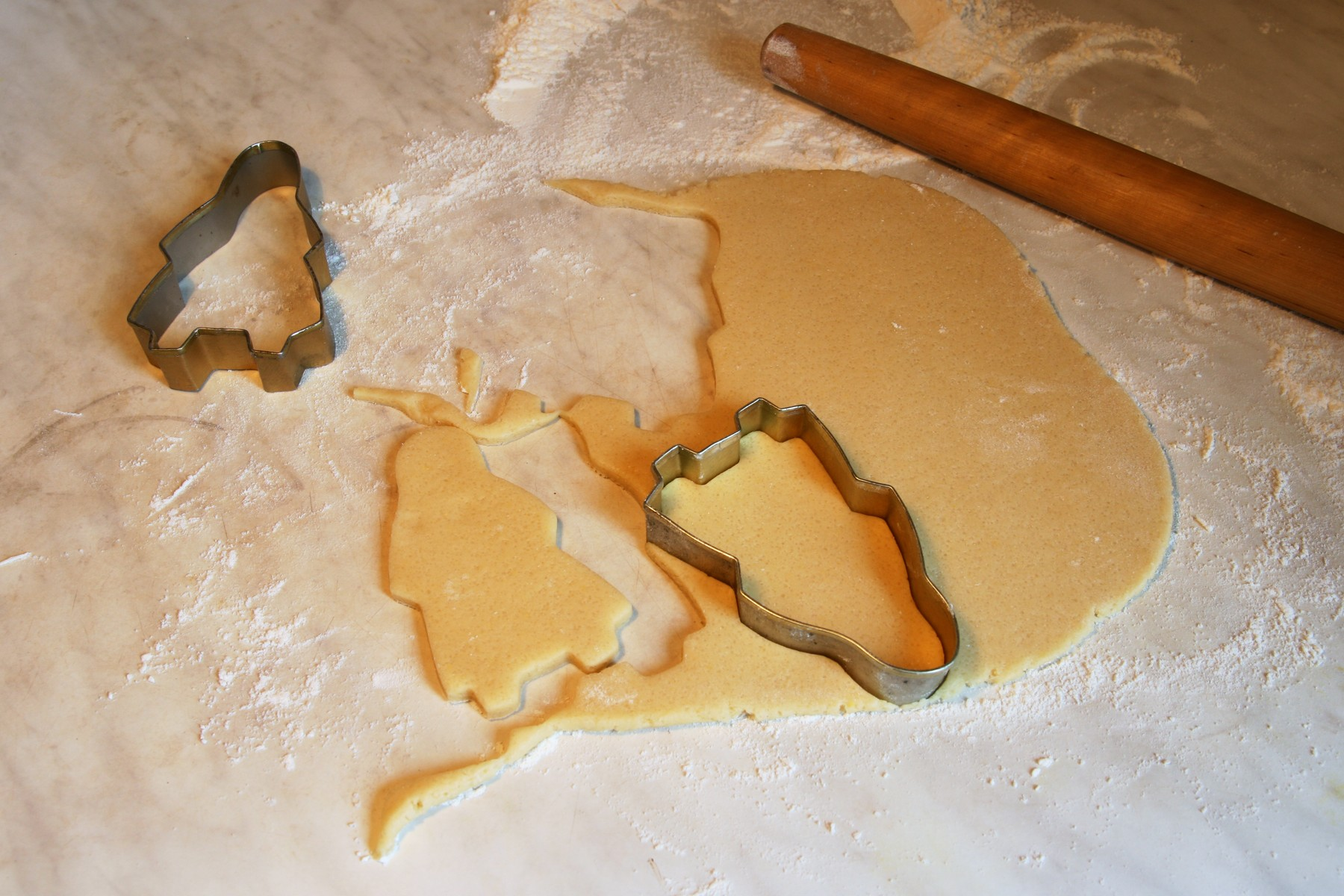
Вирізання печива з розкатаного тіста
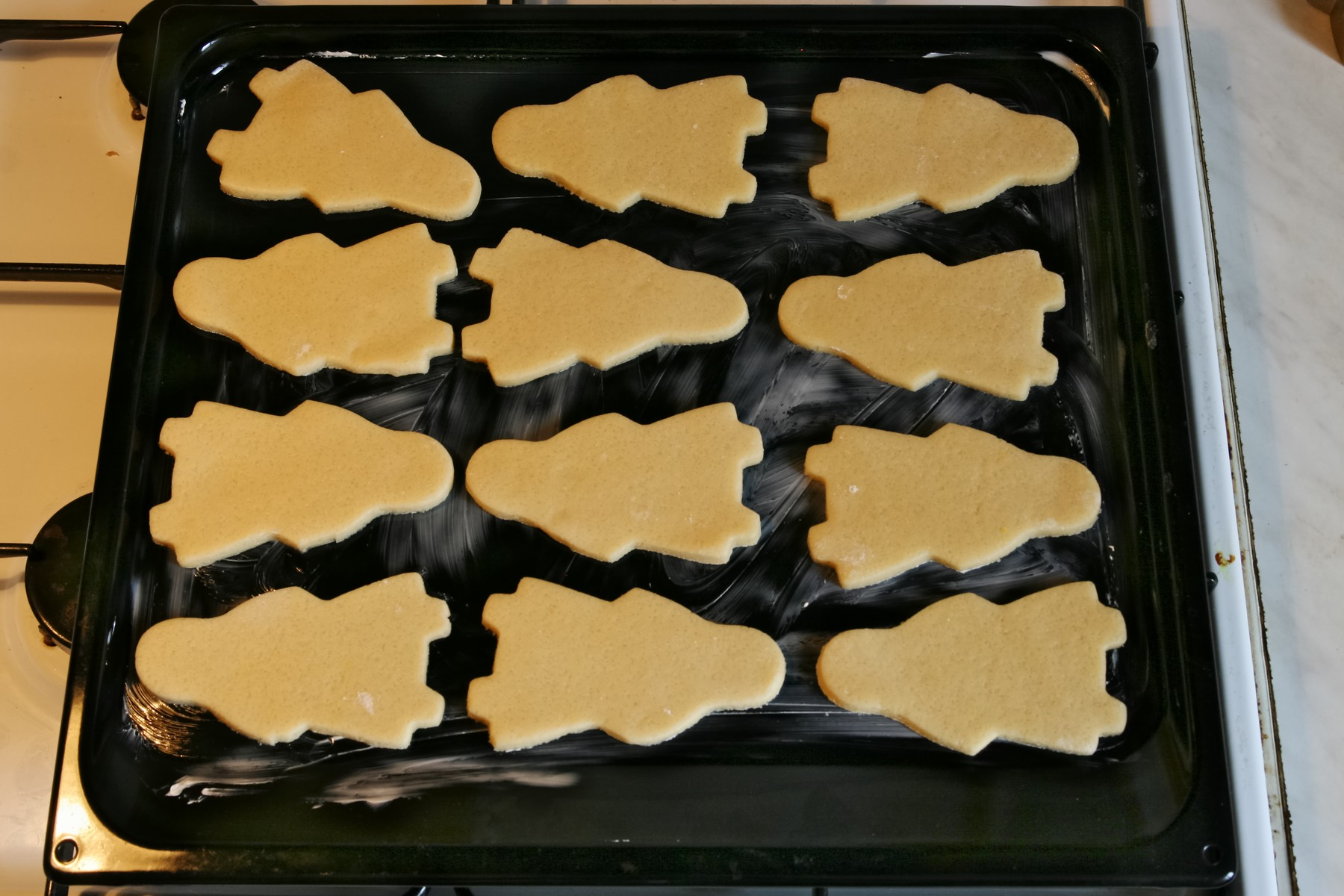
Розміщення на деку перед випічкою
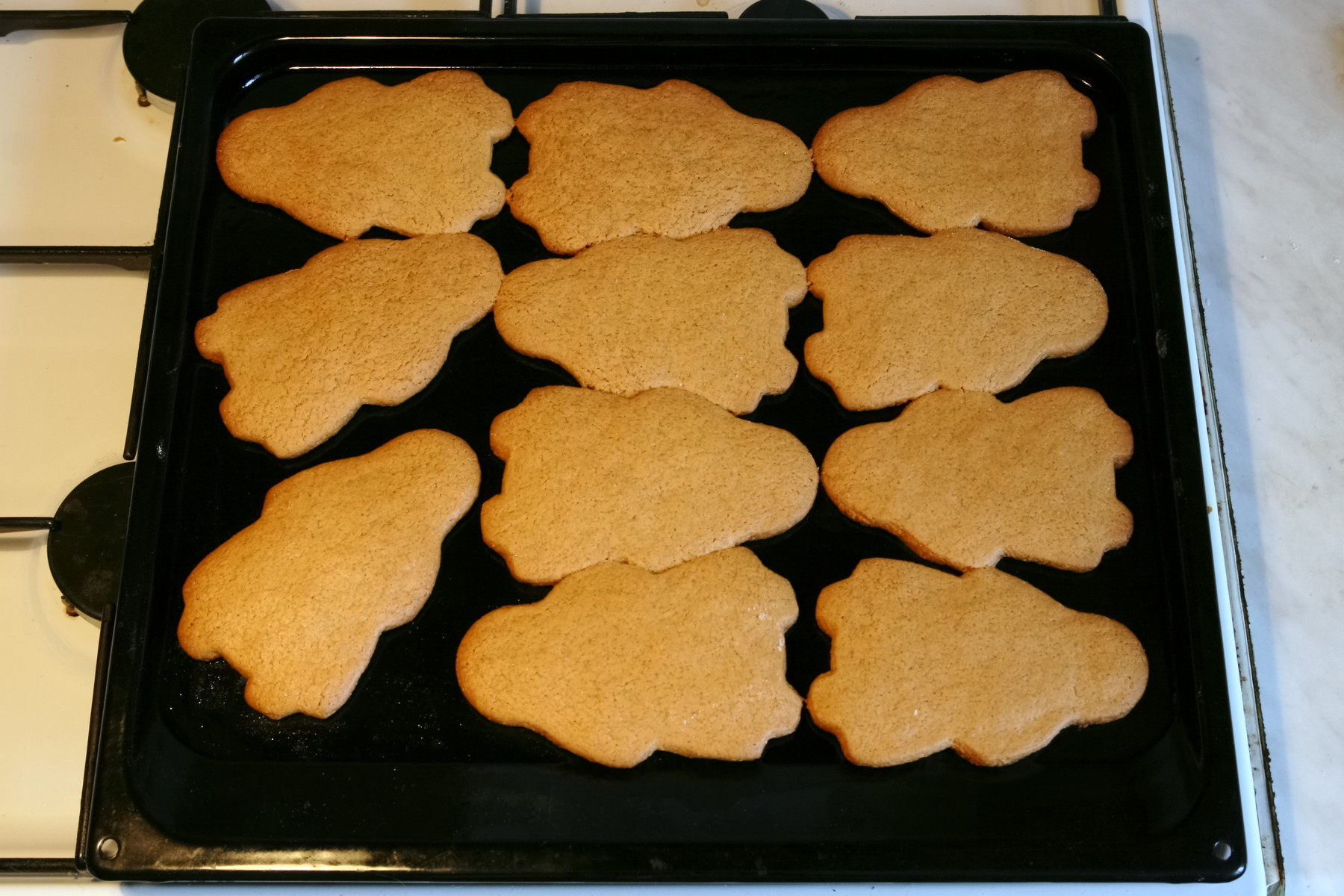
Заготовки миколайчиків після випікання
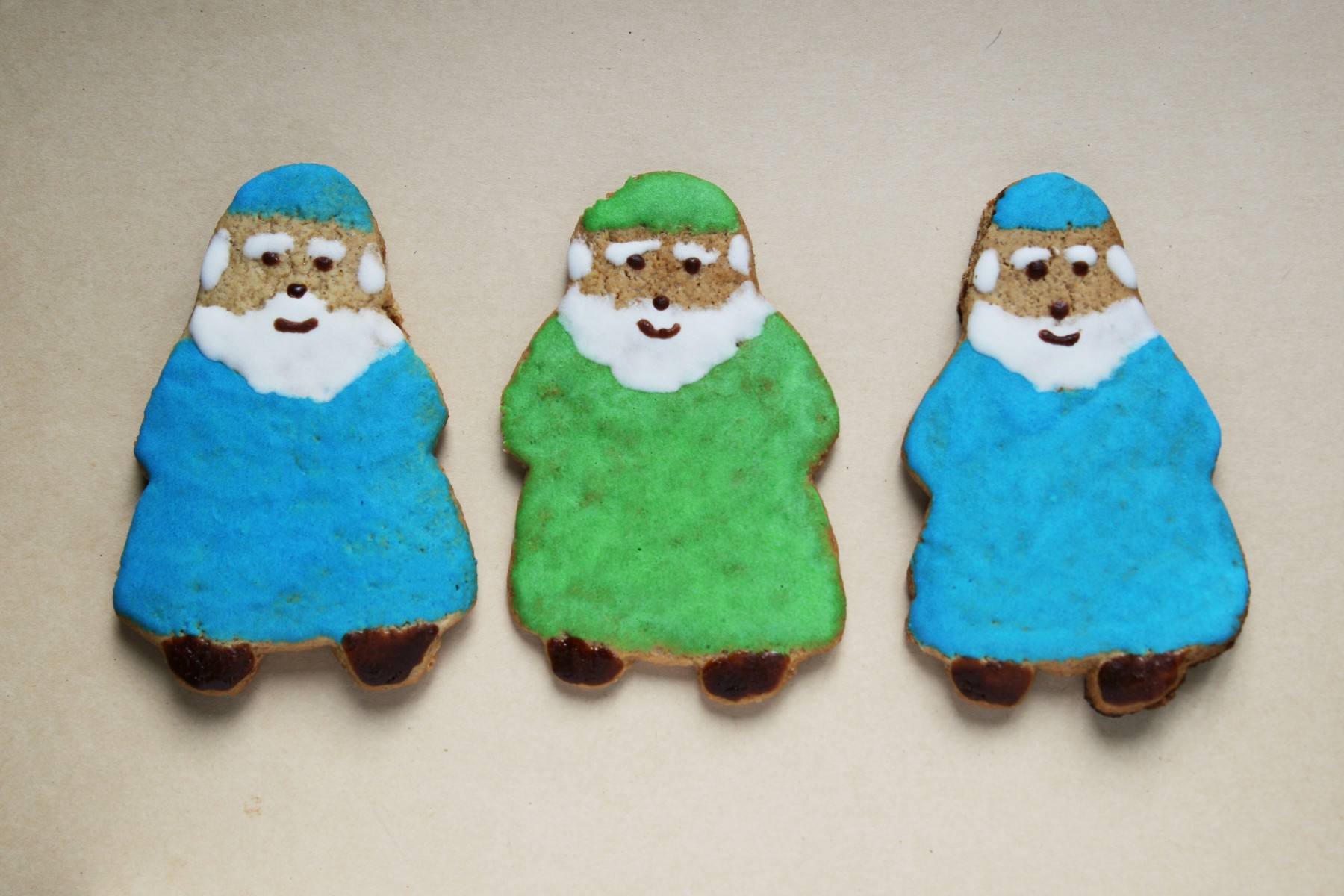
Печиво після нанесення тла
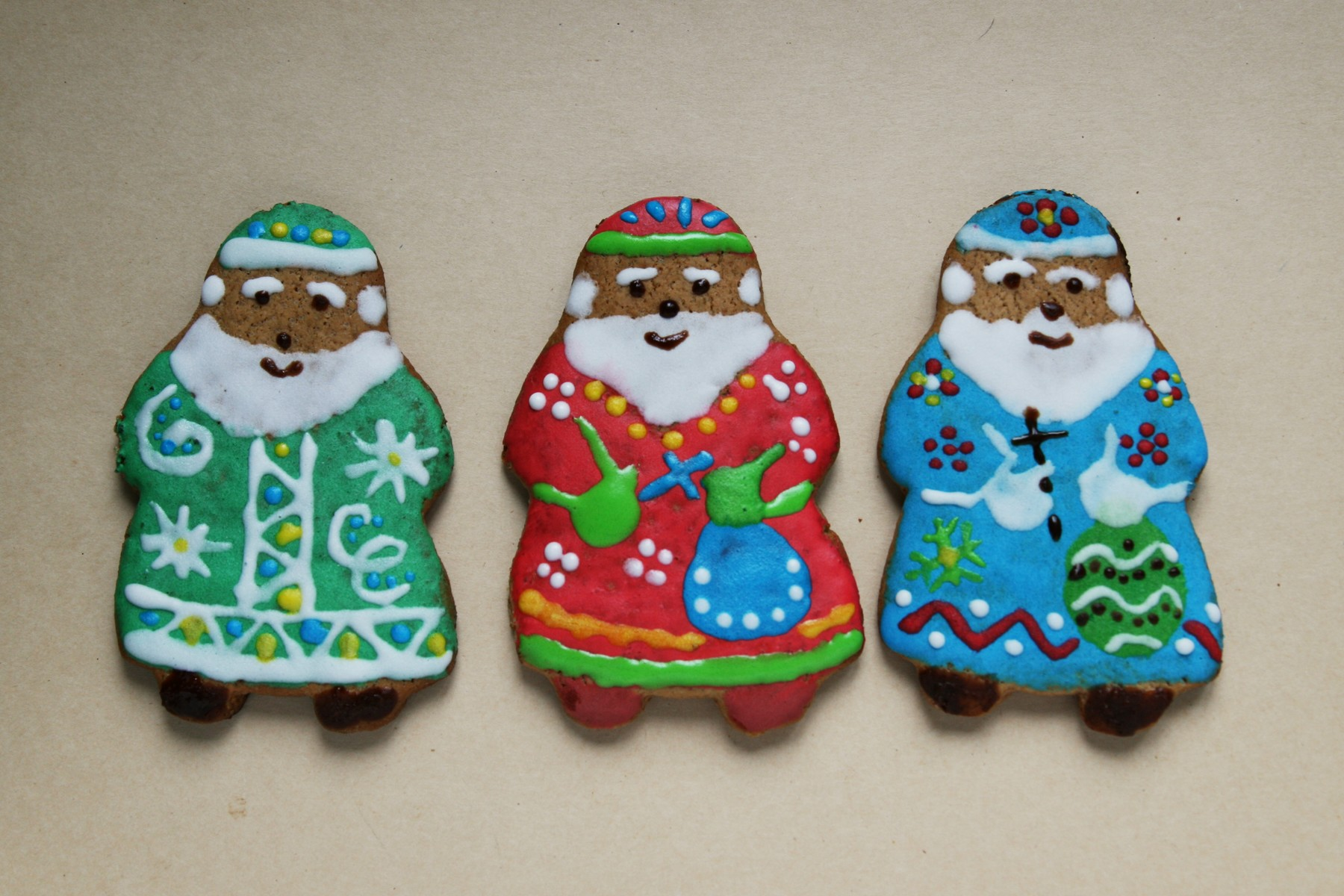
Готові миколайчики
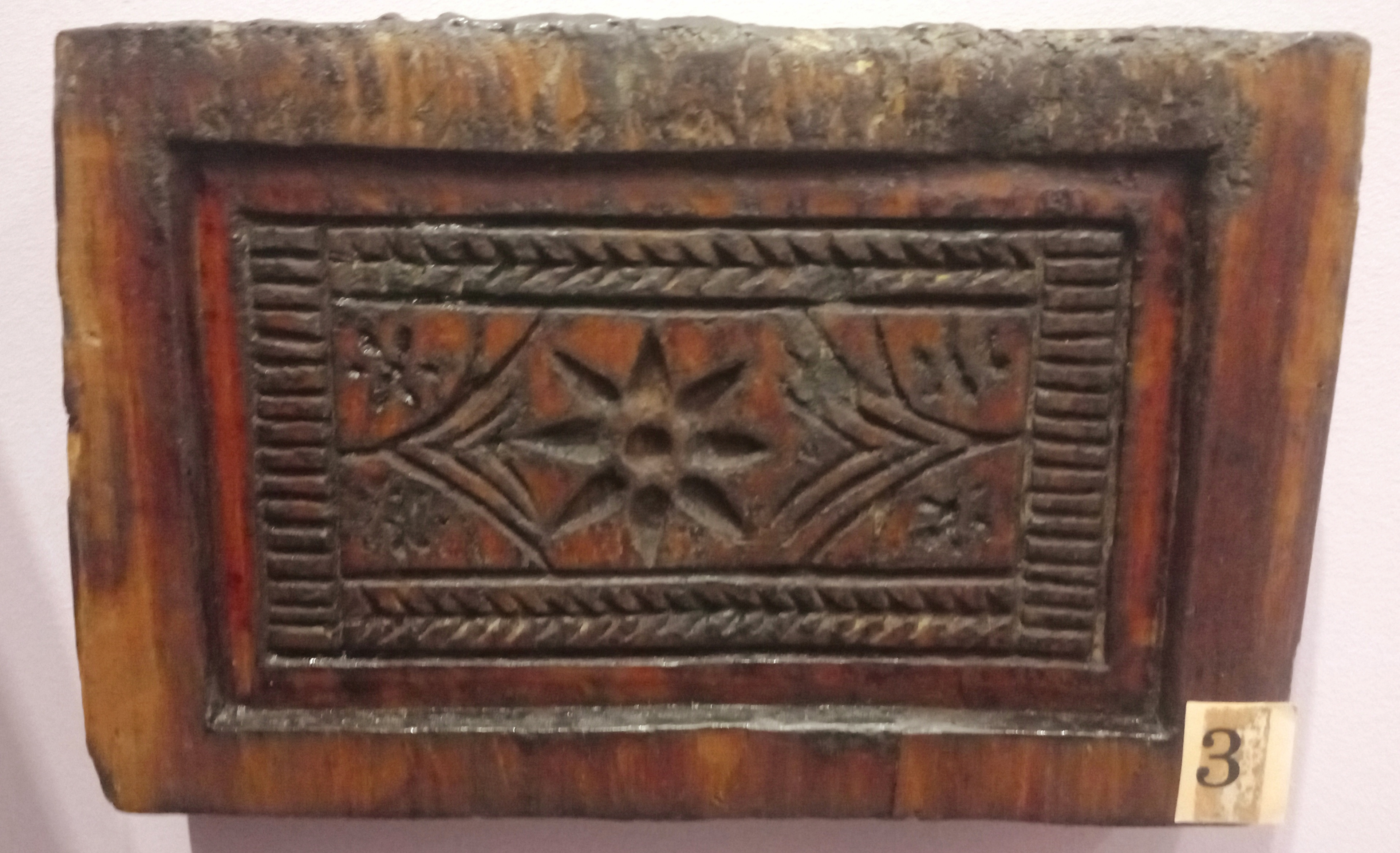
Форма для виготовлення Миколайчика з Вифліємською зіркою
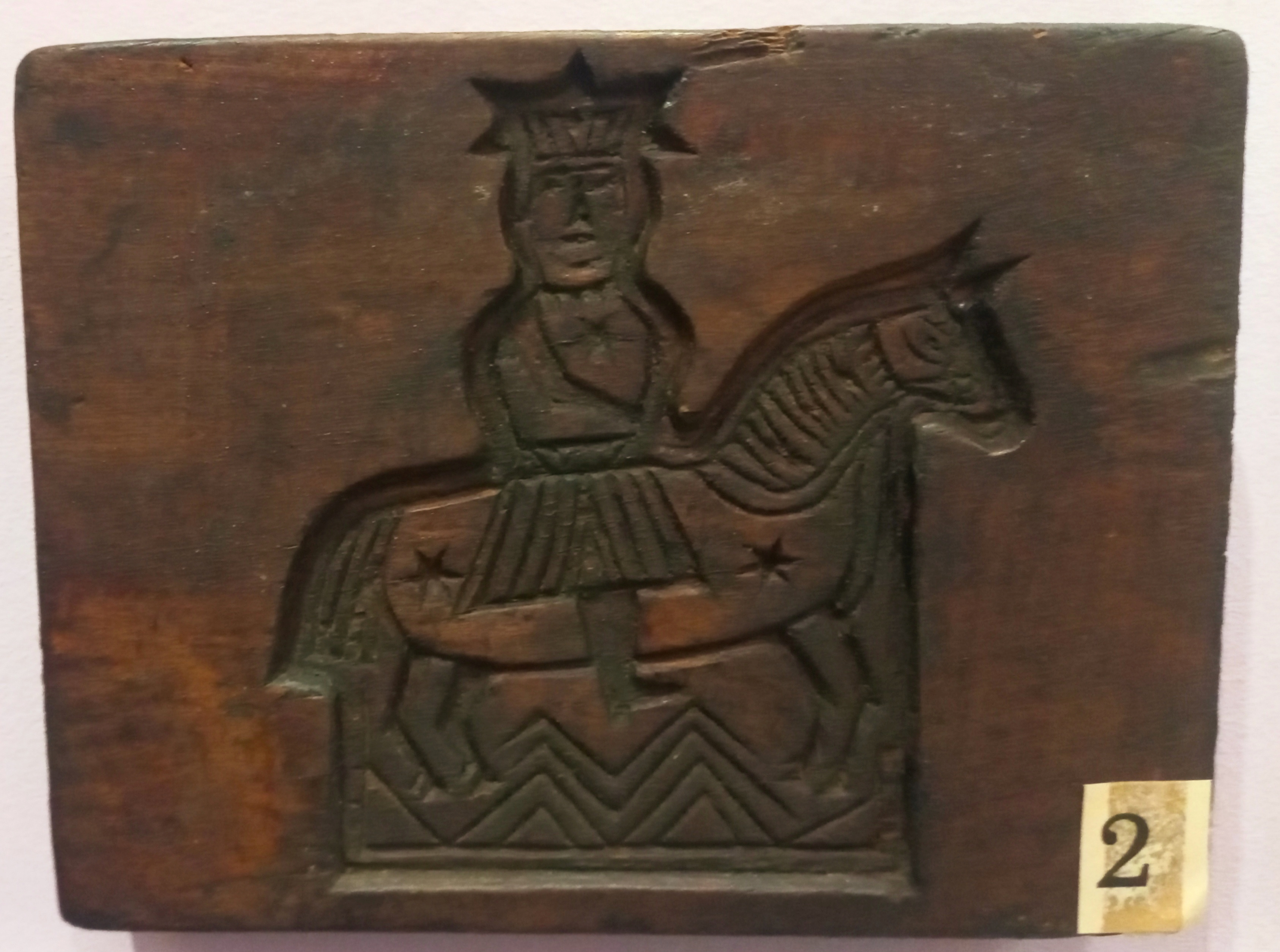
Дерев’яна форма для виготовлення миколайчика з різьбленням вершника

## Миколайчики захисникам
З кінця 2014 року, у зв’язку з війною, дитячо-святковий характер традиції випікання та дарування печива набув військово-патріотичного відтінку.
У соціальній мережі Facebook було створено подію «Миколайчики захисникам», гаслом якої стало «Кожному захисникові — по миколайчику!». За участі Міністерства освіти і науки було організовано всеукраїнську акцію «Миколайчики для героїв». В різних містах України оголосили акції під назвами «Пряник для українського бійця», «Гостинець для воїна».
Під час таких акцій не батьки роблять подарунки дітям, а діти з батьками та вчителями випікають та розмальовують печиво і разом з іншими подарунками передають у госпіталі для поранених, через волонтерів відправляють у зону бойових дій.